# ゴールドフィールズ・エスペランス

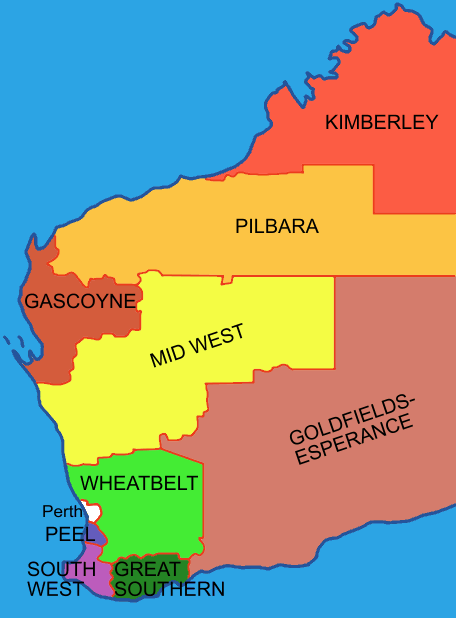
南東部がゴールドフィールズ・エスペランス

ゴールドフィールズ・エスペランス地域(Goldfields-Esperance region)は、オーストラリア・西オーストラリア州を9つに分けた地域区分のうちの1つ。同州の南東部を占め、南部は南オーストラリア州との間に広がるナラボー平原によってグレートオーストラリア湾に面する。北をピルバラ、西を中西部地域およびウィートベルト地域、南西端でグレート・サザン地域に接し、東は南オーストラリア州と接する。

## サイズ
面積は771,276 km²で、西オーストラリア州の3割近くを占め最大。人口は約59000人で、その約半数がカルグーリー＝ボールダーに住む。4分の1にあたる約14000人がエスペランスに住み、他の地域は極めて人口密度が低い。人口の1割近くがアボリジニであり、州全体の平均を上回る比率である。

## 気候
ゴールドフィールズ・エスペランスは大半の地域が砂漠気候(BW)に属す。年間降水量はおよそ250mmで、その降水も定量的に毎年降るというものではない。ただし沿岸部西方のエスペランスならびにその周辺地区は地中海性気候(Cs)に属し、冬にある程度まとまった量の雨が降るため、年間降水量は約635mmに達する。春から夏にかけての降水は主に雷雨とともにもたらされ、秋冬は北西よりやってくる雲による。稀にピルバラ地域を越えて到来したサイクロンが低気圧へと変化し大雨をもたらすことがある。
気候変動はこの地域にも大きな影響を及ぼしており、カルグーリー以東の地域ではこの40年で年間降水量が40%も増えており、おそらく内陸部で発生する高気圧の頻度減少が原因であると考えられている。

## 地質
ゴールドフィールズ・エスペランスの大地は、先カンブリア時代までさかのぼれるきわめて古い地質からなっており、古生代に入るよりもはるか以前より安定状態にあった岩石からなる。この極めて安定した地質と、石炭紀以降氷河に覆われることがなかったという事情により、この地域は非常に痩せた不毛の土地となっており、また概して多量の塩分を含む。
この地域に河川は存在しない。降水のうち、密集し発達した根を持つ野生植物に利用されなかった分は、多量の塩分を含有する地下水として存在する。この地下水の塩分濃度は、塩気を好むとされる羊に対してさえも過剰なほどである。

## 経済
北部のゴールドフィールズ地区では鉱業が盛んであり、金やニッケルをはじめとした鉱産物の採掘・精練が行われている。南西部のエスペランス地区においては、小麦や大麦を中心とした農業ならびに漁業が主な産業である。しかし、痩せた土地で作物を育てるために多量の肥料が使用され、既存の多様な生態系に対する脅威ともなっている。

## 地方行政区分
ゴールドフィールズ・エスペランス地域は、下記の地方自治体によって構成される。
- クールガーディ
- ダンダス
- エスペランス
- カルグーリー＝ボールダー
- レイヴァートン
- レオノーラ
- メンジーズ
- ガーニャチャッラ
- レイヴェンソープ